# Coppa delle Nazioni europee femminile FIRA 2003
La Coppa delle Nazioni europee femminile 2003 (in svedese Europacupen för damlandslag 2003, in francese Coupe d’Europe Féminines des Nations 2003) fu l'8ª edizione del torneo europeo di rugby a 15 femminile organizzato da FIRA - AER.
La prima divisione del torneo si tenne a Malmö, in Svezia, dal 1º al 3 maggio 2003, mentre la seconda si tenne ad Amsterdam, nei Paesi Bassi, dall'8 all'11 maggio successivi.
Entrambe le divisioni videro quattro squadre nazionali ciascuna ai nastri di partenza: Francia, Italia, Spagna e Svezia la maggiore, Danimarca, Germania, Norvegia e Paesi Bassi la cadetta.
A vincere il titolo di prima divisione fu la Spagna, alla sua seconda affermazione, che batté la Francia dopo 3 finali consecutive perse contro quest'ultima, mentre il terzo posto fu appannaggio della Svezia che batté l'Italia nella finale di consolazione.
Il torneo di seconda divisione fu invece appannaggio della nazionale dei Paesi Bassi che batté la Germania 19-12.

## Formula
Entrambe le divisioni si svolsero con la formula della Final Four: nella prima giornata si tennero le semifinali; nella seconda giornata invece le finali per il terzo posto tra le perdenti le semifinali e quella per il titolo tra le due vincenti.
Tutte le gare della Pool A si tennero al terreno di gioco del Lindängens IP di Malmö e quelle della Pool B al centro rugbistico nazionale di Amsterdam.

## Squadre partecipanti

### Pool A
- Francia
- Italia
- Spagna
- Svezia

### Pool B
- Danimarca
- Germania
- Norvegia
- Paesi Bassi

## Pool A
|  | Semifinali | Semifinali | Semifinali |        |         | Finale          | Finale          | Finale          |  |
|  |            |            |            |        |         |                 |                 |                 |  |
|  | Svezia     | Svezia     | 0          |        |         |                 |                 |                 |  |
|  | Svezia     | Svezia     | 0          |        |         |                 |                 |                 |  |
|  | Francia    | Francia    | 9          |        |         |                 |                 |                 |  |
|  | Francia    | Francia    | 9          |        | Francia | Francia         | 10              |                 |  |
|  |            |            |            |        | Francia | Francia         | 10              |                 |  |
|  |            |            | Spagna     | Spagna | 16      |                 |                 |                 |  |
|  | Italia     | Italia     | Spagna     | Spagna | 16      | 5               |                 |                 |  |
|  | Italia     | Italia     |            |        |         | 5               |                 |                 |  |
|  | Spagna     | Spagna     | 29         |        |         | Finale 3º posto | Finale 3º posto | Finale 3º posto |  |
|  | Spagna     | Spagna     | 29         |        |         |                 |                 |                 |  |
|  |            |            |            |        |         |                 |                 |                 |  |
|  |            |            |            |        |         | Svezia          | Svezia          | 15              |  |
|  |            |            |            |        |         | Svezia          | Svezia          | 15              |  |
|  |            |            |            |        |         | Italia          | Italia          | 10              |  |

### Semifinali
| Malmö 1º maggio 2003 | Svezia | 0 – 9 | Francia | Lindängens IP |

| Malmö 1º maggio 2003 | Italia | 5 – 29 | Spagna | Lindängens IP |

### Finale per il 3º posto
| Malmö 3 maggio 2003, ore 13 UTC+2                         | Svezia | 15 – 10 referto | Italia | Lindängens IP (203 spett.) |
| P. Johansson Hodson mt 2 mete Bengtsson tr Bengtsson c.p. |        |                 |        |                            |
|                                                           |        |                 |        |                            |
| P. Johansson Hodson                                       | mt     | 2 mete          |        |                            |
| Bengtsson                                                 | tr     |                 |        |                            |
| Bengtsson                                                 | c.p.   |                 |        |                            |

### Finale
| Malmö 3 maggio 2003, ore 15 UTC+2 | Spagna | 16 – 10 | Francia | Lindängens IP |

## Pool B
|  | Semifinali  | Semifinali  | Semifinali |          |             | Finale          | Finale          | Finale          |  |
|  |             |             |            |          |             |                 |                 |                 |  |
|  | Danimarca   | Danimarca   | 0          |          |             |                 |                 |                 |  |
|  | Danimarca   | Danimarca   | 0          |          |             |                 |                 |                 |  |
|  | Paesi Bassi | Paesi Bassi | 113        |          |             |                 |                 |                 |  |
|  | Paesi Bassi | Paesi Bassi | 113        |          | Paesi Bassi | Paesi Bassi     | 19              |                 |  |
|  |             |             |            |          | Paesi Bassi | Paesi Bassi     | 19              |                 |  |
|  |             |             | Germania   | Germania | 12          |                 |                 |                 |  |
|  | Germania    | Germania    | Germania   | Germania | 12          | 75              |                 |                 |  |
|  | Germania    | Germania    |            |          |             | 75              |                 |                 |  |
|  | Norvegia    | Norvegia    | 0          |          |             | Finale 3º posto | Finale 3º posto | Finale 3º posto |  |
|  | Norvegia    | Norvegia    | 0          |          |             |                 |                 |                 |  |
|  |             |             |            |          |             |                 |                 |                 |  |
|  |             |             |            |          |             | Danimarca       | Danimarca       | 10 (2)          |  |
|  |             |             |            |          |             | Danimarca       | Danimarca       | 10 (2)          |  |
|  |             |             |            |          |             | Norvegia        | Norvegia        | 10 (3)          |  |

### Semifinali
| Amsterdam 8 maggio 2003 | Danimarca | 0 – 113 | Paesi Bassi | Nationaal Rugby Centrum |

| Amsterdam 8 maggio 2003 | Germania | 75 – 0 | Norvegia | Nationaal Rugby Centrum |

### Finale per il 3º posto
| Amsterdam 11 maggio 2003                     | Norvegia             | 10 – 10 | Danimarca | Nationaal Rugby Centrum |
| \| \| \| \| \| \| Calci piazzati 3 – 2 \| \| |                      |         |           |                         |
|                                              |                      |         |           |                         |
|                                              | Calci piazzati 3 – 2 |         |           |                         |

### Finale
| Amsterdam 11 maggio 2003 | Paesi Bassi | 19 – 12 | Germania | Nationaal Rugby Centrum |